# 罗纳德·波尼翁
罗纳德·波尼翁（法語：Ronald Pognon，1982年11月16日—），法国男子田径运动员。他曾代表法国参加2004年、2008年和2012年夏季奥林匹克运动会田径比赛，其中2012年奥运会获得一枚铜牌。